# 车凌扎布
车凌扎布（17世纪？—1718年），博尔济吉特氏，喀尔喀蒙古土谢图汗部人，清朝蒙古王公，阿巴岱的玄孙，锡布固泰曾孙，达什的儿子。
车凌扎布原来在锡布推哈坦巴图尔附牧。康熙二十七年（1688年），被准噶尔的噶尔丹劫掠，避居至俄罗斯境内。康熙三十二年（1693年），率领部属六百人归降清朝。康熙三十三年（1694年），康熙帝授他为一等台吉、兼札萨克。康熙三十四年（1695年），移牧到俄侬界。三十五年（1696年），赴达里冈爱牧地，督理牧务。

## 后代
车凌扎布→齐巴克札布→额璘沁多尔济→齐旺多尔济→那木济勒多尔济→车凌端多布→密济特多尔济